# Новоклинці
Новоклинці — колишнє село в Україні, підпорядковувалося Маловодянській сільській раді Долинського району Кіровоградської області.
Виключене з облікових даних рішенням Кіровоградської обласної ради від 27 грудня 2002 року.

## Населення
Згідно з переписом УРСР 1989 року чисельність наявного населення села становила 137 осіб, з яких 64 чоловіки та 73 жінки.
За переписом населення України 2001 року в селі ніхто не мешкав.